# Suburbia
Suburbia is een nummer van de Pet Shop Boys. Het is de vierde single van debuutalbum Please uit 1986. Op 22 september van dat jaar werd het nummer op single uitgebracht.
De plaat werd een wereldwijde hit en is een van de bekendste van de Pet Shop Boys. In Polen werd de nummer 1-positie bereikt, in Duitsland en Spanje de 2e, in  Ierland en Zwitserland de 3e, Nieuw-Zeeland de 5e, in Zweden de 6e positie. In thuisland het Verenigd Koninkrijk werd de 8e positie in de UK Singles Chart bereikt.
In Nederland werd de plaat veel gedraaid op de nationale radio en werd een grote hit in de destijds twee hitlijsten. De plaat bereikte de 2e positie in de Nederlandse Top 40 en de 3e positie in de Nationale Hitparade. In de Europese hitlijst, de TROS Europarade, werd de 7e positie bereikt.
In België bereikte de single de nummer 1-positie in zowel de voorloper van de Vlaamse Ultratop 50 als de  Vlaamse Radio 2 Top 30.